# Eunicea madrepora
Eunicea madrepora är en korallart som först beskrevs av James Dwight Dana 1846.  Eunicea madrepora ingår i släktet Eunicea och familjen Plexauridae. Inga underarter finns listade i Catalogue of Life.